# پلزنت هیل، شهرستان نوادا، آرکانزاس
پلزنت هیل (به انگلیسی: Pleasant Hill) یک منطقهٔ مسکونی در ایالات متحده آمریکا است که در شهرستان نوادا، آرکانزاس واقع شده‌است. پلزنت هیل ۱۳۱٫۹۸ متر بالاتر از سطح دریا واقع شده‌است.